# Le Puy-Sainte-Réparade
Le Puy-Sainte-Réparade hoặc Le Puy là một xã ở tỉnh Bouches-du-Rhône, thuộc vùng Provence-Alpes-Côte d’Azur ở miền nam nước Pháp.

## Dân số
| 1962                                                          | 1968 | 1975 | 1982 | 1990 | 1999 |
| ------------------------------------------------------------- | ---- | ---- | ---- | ---- | ---- |
| 2497                                                          | 2569 | 2859 | 3079 | 4414 | 4813 |
| Number retained from 1962: Population without double-counting |      |      |      |      |      |